# Richie Faulkner
Richard Ian Faulkner (ur. 1 stycznia 1980) – brytyjski gitarzysta. Na początku swej kariery grał w takich zespołach jak Dirty Deeds, Voodoo Six, Ace Mafia i zespole Lauren Harris. 20 kwietnia 2011, po odejściu K.K. Downinga został wybrany na gitarzystę zespołu Judas Priest.
Jego pierwszy występ z zespołem miał miejsce 25 maja w American Idol, gdzie zagrał Living After Midnight i Breaking the Law razem z James Durbin, który zajął 4 miejsce w 10 sezonie programu.

## Dyskografia
| Album                                                     | Rok  | Uwagi                   | Źródło |
| --------------------------------------------------------- | ---- | ----------------------- | ------ |
| Lauren Harris - Calm Before the Storm                     | 2008 | gitara                  | [ 3 ]  |
| Christopher Lee - Charlemagne: By the Sword and the Cross | 2010 | aranżacje, orkiestracje | [ 4 ]  |
| Christopher Lee - Charlemagne: The Omens of Death         | 2013 | aranżacje               | [ 5 ]  |
| Judas Priest - Redeemer of Souls                          | 2014 | członek zespołu         | [ 6 ]  |
| Judas Priest - Firepower                                  | 2018 | członek zespołu         | [8]    |

## Nagrody i wyróżnienia
| Rok  | Kategoria                | Tytułem         | Nagroda                         | Nota | Źródło |
| ---- | ------------------------ | --------------- | ------------------------------- | ---- | ------ |
| 2015 | Dimebag Darrell Shredder | Richie Faulkner | Metal Hammer Golden Gods Awards | Laur | [ 7 ]  |